# Piratini
Piratini o Piratiní (arcaicamente, Piratinin) es un municipio y ciudad brasileña del sudeste del estado de Río Grande del Sur.
Se encuentra ubicado a una latitud y una longitud de 31°26′53″S 53°06′15″O / -31.44806, -53.10417, estando a una altitud de 349 metros sobre el nivel del mar. El punto más alto del municipio es el Cerro del Sandín, con 510 metros de altitud. Su población estimada para el año 2004 era de 20.316 habitantes.
El territorio del municipio ocupa una superficie de 3562,5 km², y se halla recorrido por el río Piratiní. La ciudad principal es la homónima que fue la primera capital de la nueva República Riograndense escindida del entonces Imperio del Brasil, desde el 11 de septiembre de 1836 hasta 1839, año que se la mudaría a Caçapava do Sul.

## Toponimia
El nombre piratiní procede del idioma guaraní en el cual significa "pez revoltoso", "pez barullento" (pirá=pez, tiní=revoltoso).
- Datos: Q1638441
- Multimedia: Piratini / Q1638441